# Puchar Tacht Dżamszid
Puchar Tacht Dżamszid była najwyższą piłkarską klasą rozgrywkową w Iranie w latach 1972–1978.

## Historia

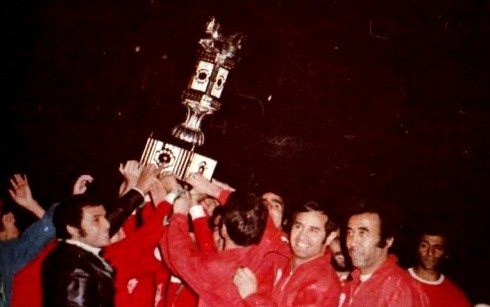
Persepolis FC; Pierwszy zwycięzca

Puchar Tacht Dżamszid był pierwszą narodową ligą w Iranie. Nazwa Dżamszid to ważna część irańskiej historii starożytnej. Nazwa ligi miała także podkreślać wielkość starożytnych Persów. Pierwsze rozgrywki Pucharu Tacht Dżamszid odbyły się w sezonie 1973/1974. Drużyny grały u siebie i na wyjeździe, a mistrzem zostawała ta z największą liczbą punktów. Większość klubów biorących udział były powiązane z organizacjami rządowymi, ale niektóre były własnością prywatną (np. Persepolis Teheran).
Po rewolucji w 1978, ponieważ trwała wojna iracko-irańska rozgrywek nie wznowiono. Piłkarska liga w Iranie została reaktywowana dopiero po latach, już pod inną nazwą. Mimo krótkiej działalności Pucharu Takth Jamshid można uznać te rozgrywki za pierwszą krajową ligę irańską, która miała duży wpływ na poprawę poziomu irańskiej piłki nożnej.

## Mistrzowie Pucharu Tacht Dżamszid
- 1973/1974: Persepolis Teheran
- 1974/1975: Taj Teheran
- 1975/1976: Persepolis Teheran
- 1976/1977: PAS Teheran
- 1977/1978: PAS Teheran
- 1978/1979: Nie dokończono[1]

## Liczba tytułów
| Klub               | Mistrzostwo |
| ------------------ | ----------- |
| Persepolis Teheran | 2           |
| PAS Teheran        | 2           |
| Taj Teheran        | 1           |